# محوطه مریان ۵
محوطه مریان ۵ در شهرستان طوالش، بخش مرکزی، روستای مریان واقع شده و این اثر در تاریخ ۲۷ بهمن ۱۳۸۲ با شمارهٔ ثبت ۱۱۰۰۷ به‌عنوان یکی از آثار ملی ایران به ثبت رسیده است.